# Днепровская военная флотилия Украинской советской армии

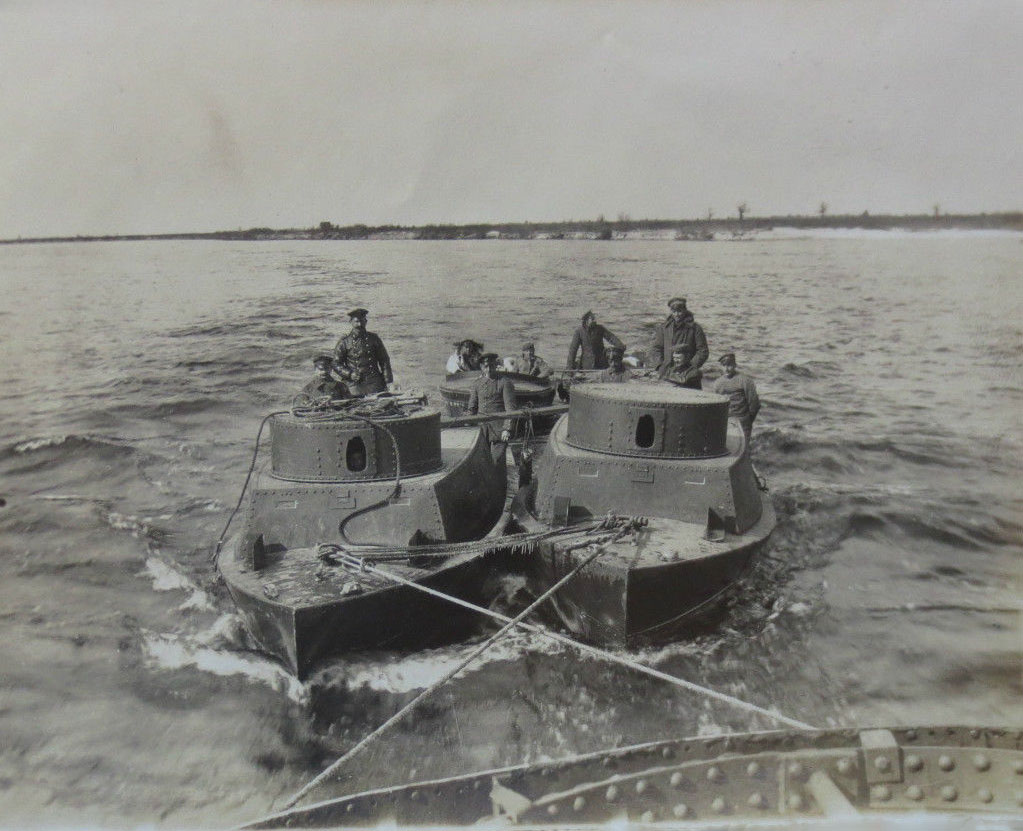
Мозырь. 1918 год. Немецкая фотография захваченных российских бронекатеров. Впоследствии именно эти катера, отбитые у немцев, войдут в состав Днепровской военной флотилии.

Днепровская военная флотилия Украинской советской армии (укр. Дніпровська військова флотилія) — соединение боевых речных кораблей Вооружённых сил Украинской ССР на реке Днепр во время Гражданской войны в России.

## История
Сформирована в Киеве, в марте 1919, по решению Реввоенсовета Украинского фронта и приказу командующего войсками Украинской ССР и Украинского фронта Антонова-Овсеенко от 12 марта 1919 года. В мае 1919 подчинена Управлению военных сообщений Украинского фронта. После принятия 1 июня 1919 года Всероссийским ВЦИК решения об упразднении Украинской советской армии и расформировании (с 15 июня 1919 года) Украинского фронта, подчинена 12-й армии РККА.
27 августа 1919 флотилия передана в ведение командующего Морскими силами РСФСР.

### Состав
На 21 марта 1919 в судовой состав флотилии входили:
- 1-я бригада — «Шарлота», бронированные катера № 1, № 2[1], № 3, № 4, № 5;
- 2-я бригада — «Курьер», «Аполлон» и «Самуил»;
- 3-я бригада — «Арнольд», «Верный» и «Адмирал» (база).

В конце марта флотилия насчитывала 19 боевых и вспомогательных судов.
К боевым кораблям флотилии относились корабли двух типов: канонерские лодки и бронекатера. 
 Канонерские лодки (бронепароходы) представляли собой, как правило, переоборудованные пароходы, конфискованные у киевских судовладельцев, на которые устанавливалось 1-2 орудия калибра 37-152 мм (на носу и на корме) и до 6 пулеметов («Максим», «Гочкис» и др.), а также несложное бронирование из железных листов или просто защита из досок. Команда насчитывала 40—50 человек. 
 Бронекатера достались от царского флота. Вооружение катера состояло из одного пулемета «Максим» во вращающейся башне. Экипаж — 7 человек.

### Командный состав
Командующий: Полупанов А. В. (12 марта — 13 сентября 1919)

### Боевые действия
С апреля 1919 Днепровская военная флотилия вела бои с украинскими повстанческими формированиями атамана Зеленого (Д. И. Терпило). Флотилии пришлось участвовать в 6-ти походах против Зелёного.
11 апреля 1919 повстанцы штурмовали Киев, занятый «красными». С имевшихся у Зелёного судов в Киеве, у Печерской пристани, был высажен десант в 400 человек. Со стороны украинских повстанцев в боях участвовал пароход «Барон Гинзбург». Впоследствии им удалось захватить (в том числе и у Днепровской военной флотилии) пароходы «Днепровск», «Санитарный», «Гоголь», «Шарлоту», «Зевс». Штаб Зелёного был перенесен на «Шарлоту». Кроме того, у повстанцев была целая флотилия из лодок, внезапно атаковавших из плавней и бравших на абордаж проходившие суда.
Повстанческая армия Зелёного, официально именовавшаяся «Армией независимой Советской Украины», фактически смогла блокировать судоходство по Днепру. Но в ходе ожесточенных боев в районе Триполья в июне-июле 1919 захваченные пароходы были отбиты назад. 1-2 мая 1919 артиллерийским огнём Днепровской военной флотилии была уничтожена значительная часть сёл Триполье и Плюты. 30 мая Триполье было вновь обстреляно пароходом «Тарас Бульба» и буксиром «Курьер».
Суда Днепровской военной флотилии эвакуировали остатки 1,5-тысячного отряда «красных», разбитого Зелёным 3 июля в Триполье, в бою, известном как «Трипольская трагедия». К концу июля армия Зелёного потерпела поражение, однако продолжала сопротивляться. Решающее значение при этом сыграл десантный отряд Днепровской военной флотилии, высадившийся в тылу у повстанцев и заставивший их отступить, решившись на прорыв из окруженного Триполья.